# Fédération de Damanhur

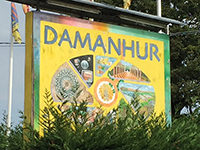
Panneau d'identification de l'entrée de la communauté.

La Fédération de Damanhur, plus simplement dénommée Damanhur, est un éco-village, et une communauté spirituelle établie sur le territoire de la commune italienne de Vidracco, dans la province de Turin, dans la région du Piémont dans le nord de l'Italie, à environ 50 km au nord de la ville de Turin. Ce « village », composé d'une vingtaine de hameaux répartis sur 520 hectares, est localisé aux pieds des Alpes dans la vallée de Valchiusella, bordée par le Parc national du Grand-Paradis. Comme de nombreux éco-villages, la communauté possède sa propre constitution. Un système d'échange local est établi, basé sur une monnaie : le credito.
La fédération de Damanhur possède des centres en Europe, en Amérique, et au Japon.

## Histoire
La communauté fut fondée en 1976 et inaugurée en 1979 par Oberto Airaudi, un agent d'assurance et artiste italien né en 1950. Elle comptait au départ 24 membres et la population a augmenté depuis, jusqu'à atteindre 800 habitants en l'an 2000.
La fédération a le soutien du maire qui est membre de cette communauté et aussi de certains membres dans des partis locaux.

## Spiritualité

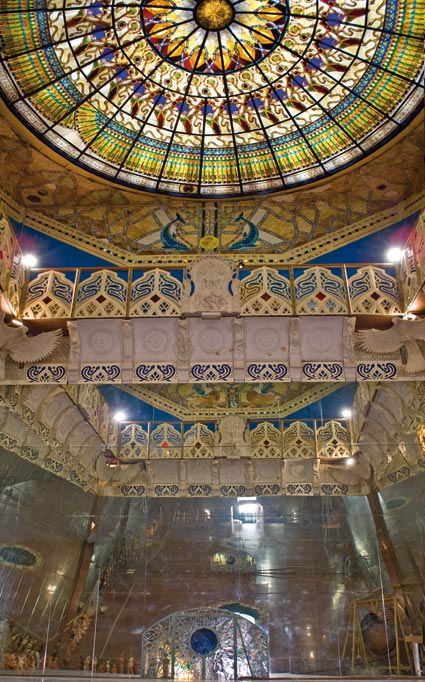
Temple de l'humanité.

Les Damanhuriens se sont fédérés autour de croyances New Age et issues de la théosophie.
Damanhur s'est rendue célèbre en 1992 par la révélation de l'excavation secrète d'un temple souterrain assez étendu : le temple de l'humanité (en). Le Temple, dédié à des idées et valeurs et pas à un Dieu, est constitué de 7 salles monumentales reliées par des souterrains. Les salles portent des noms tels que "Salle des métaux", "Galerie des Miroirs", "Le Labyrinthe". La construction de ce complexe avait commencé en 1978 dans le secret le plus total. Les autorités italiennes ont ordonné la démolition de l'ouvrage car il avait été bâti sans permis de construire. Cependant, sous l'insistance des Damanhuristes, la demande a par la suite été annulée. Le site et ses habitants étant très ouverts aux visites et rencontre, les partisans de Damanhur affirment que l'activité de la communauté a revitalisé la région.
Le nom du village fut choisi en référence à l'ancienne cité égyptienne de Damanhur. Dans cette ville antique se trouvait un temple dédié à Horus.

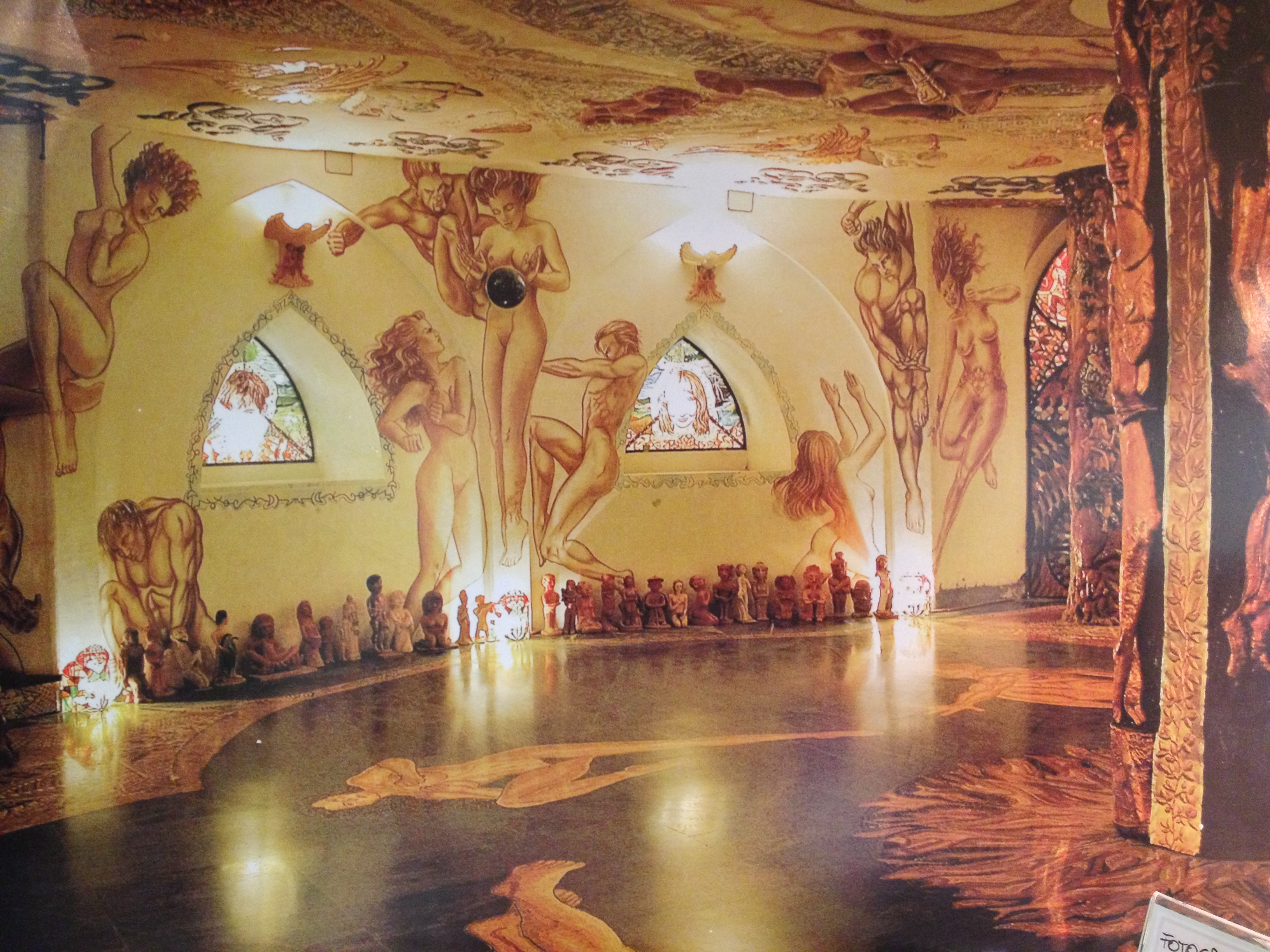

## Vie à Damanhur
Les citoyens sont répartis en 4 catégories, en fonction de leur désir d'investissement et d'implication : A, B, C, D.
Les citoyens de classe A partagent leurs ressources et vivent à plein temps sur le site.
Les citoyens de classe B contribuent financièrement et viennent au moins 3 jours par semaine sur le site.
Les citoyens de classe C et D peuvent résider partout ailleurs et participent à des degrés divers aux activités de la fédération.

Le citoyen participe selon sa nature profonde et personnelle à un des chemins-parcours qui désignent les activités de Damanhur. On y trouve, entre nombreuses autres, la voie de la Santé, la voie des Arts et Métiers, la voie du Chevalier, la voie du Moine.

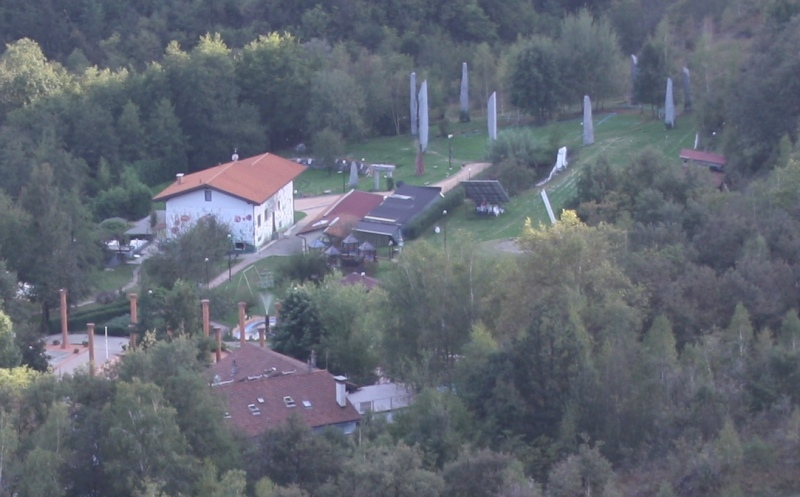
Vue aérienne d'une partie de la propriété de la Fédération de Damanhur, à Baldissero Canavese en Italie

La plupart des damanhuriens vivent dans des résidences regroupant 10 à 20 personnes, chaque résidence ayant son fonctionnement autonome. L'ensemble des résidences et hameaux constituant la fédération.
Le mariage fonctionne sur la base d'un engagement renouvelable.
Les conceptions sont planifiées.

## Polémiques
Le lieu n'est pas sans polémique. Le créateur a lui-même été poursuivi de son vivant pour fraude fiscale. La fédération a elle aussi été poursuivie par la justice pour des manquements d'ordre fiscal et administratif (cotisations de sécurité sociale impayées).
Des anciens membres dénoncent des pratiques sectaires,, ou encore des abus psychologiques et physiques.